# Eristalinus sextus
Eristalinus sextus är en tvåvingeart som först beskrevs av Charles Howard Curran 1947.  Eristalinus sextus ingår i släktet slamflugor, och familjen blomflugor. Inga underarter finns listade i Catalogue of Life.